# Alberto Molonia
Alberto Molonia (Messina, 16 agosto 1965) è un attore italiano.

## Filmografia

### Cinema
- Storia di una capinera, regia di Franco Zeffirelli (1993)
- L'uomo delle stelle, regia di Giuseppe Tornatore (1995)
- La fame e la sete, regia di Antonio Albanese (1999)
- Agente matrimoniale, regia di Christian Bisceglia (2006)
- Viceré, regia di Roberto Faenza (2007)
- L'infernale litterio, regia di Nicola Calì (2008)
- Storie, regia di Daniele Gonciaruk (2008)
- Il maresciallo Mancuso, regia di Nico Zancle (2008)
- L'ultima parola, regia di Riccardo Pasio - cortometraggio (2009)
- L'imbroglio nel lenzuolo, regia di Alfonso Arau (2009)
- Verso le stelle, regia di Antonello Piccione - cortometraggio (2009)
- Il volo, regia di Wim Wenders - cortometraggio (2009)
- Lear, regia di Giovanni Boncoddo - cortometraggio (2009)
- Ti perdi la pioggia, regia di Francesco Nucara - cortometraggio (2010)
- Il treno della vita, regia di Davide Di Fazio - cortometraggio (2010)
- Binari incrociati, regia di Riccardo Pasio - cortometraggio (2010)
- Rewind, regia di Italo Zeus - cortometraggio (2010)
- Fiore di amianto, regia di Paolo Inglese - cortometraggio (2011)
- La Vara, regia di Francesco Cannavà - documentario (2011)
- Tienimi stretto, regia di Luca Fortino (2011)
- Settemila anni - Sette, regia di Antonello Piccione - cortometraggio (2011)
- Annamaura, regia di Salvo Grasso (2011)
- Due bravi ragazzi, regia di Marco Bechini - cortometraggio (2011)
- Pagate Fratelli, regia di Salvo Bonaffini (2012)
- White Gun, regia di Enzo D'Anna - cortometraggio (2012)
- Rashid, regia di Giampiero Cicciò - cortometraggio (2013)
- Un tango prima di tornare, regia di Italo Zeus (2013)
- Feedback (il flusso luminoso) – Colapesce, regia di Antonello Irrera - cortometraggio (2013)[1][2]
- Scuru, regia di Vincenzo Tripodo - cortometraggio (2015)
- Seconda primavera, regia di Francesco Calogero (2015)
- Un pugno di sabbia, regia di Salvo Bonaffini - cortometraggio (2015)
- Al di là del mare, regia di Fabio Schifilliti - cortometraggio (2016)
- A better tomorrow – Pace e guerra, regia di Salvo D'Angelo (2016)
- Cruel Peter, regia di Christian Bisceglia e Ascanio Malgarini (2019)[3][4]
- Giostra – Donna, Cavallo e Re, regia A. Piccione, (2019)[5][6][7]

### Televisione
- Il commissario Spiedone, regia Matteo Pedone, 2019
- Maltese - Il romanzo del commissario, regia G. M. Tavarelli, 2016
- La mafia uccide solo d’estate, regia L. Ribuoli, 2016
- Teatranti, regia G. Privitera, 2011
- Onore & Rispetto 3, regia L. Parisi, 2011
- Agrodolce, registi vari, 2011
- Anna maura, regia  S. Grasso, 2009
- Montalbano 8/9, regia  A. Sironi, 2008
- Piloti, regia  C. Laudisio, 2008
- Le mani su Palermo, regia  M. Lena, 2008
- Colapesce, regia M. Alfieri - A. Turchi - M. Maugeri, 2016
- Un pugno di sabbia, regia S. Bonaffini, 2015
- White  gun, regia E. D'Anna, 2012
- Fiore di amianto, regia P. Inglese, 2011
- Il  volo, regia Wim Wenders, 2009

## Teatrografia
- L'otello è cosa nostra, regia D. Galletta, 2015
- Mogli e buoi, regia  T. Cimarosa, 1995
- Varie commedie e compagnie teatrali, registi vari, 1985

## Web serie
- PC - Panelle e Crocché, regia di Fabiana D'Urso e Davide Vallone (2010)
- Giostra, regia di Antonello Piccione (2010)
- 'A famigghia, regia di Angelo Campolo (2014)

## Videoclip
- La vita l'è bela, di Carlo Kaneba, regia di Paolo Inglese e Salvo Grasso (2011)
- Marinai, donne e guai, di Big Mimma, regia di Alessandro Turchi (2015)
- L’abbazia del Gran Conte Ruggero (Tim), regia D. Gonciaruk 2012
- La Vara, regia, F. Cannava 2010
- Generale Natale, regia F. Cannava 2011